# سوفیا ویلی
سوفیا ویلی (انگلیسی: Sofia Wylie؛ زادهٔ ۷ ژانویهٔ ۲۰۰۴) بازیگر، رقصنده و مدل آمریکایی است که به دلیل ایفای نقش در سریال High School Musical: The Musical: The Series شناخته می‌شود. او همچنین به خاطر مهارت‌های رقص خود و حضور در پروژه‌های مختلف تلویزیونی و سینمایی معروف است.
از فیلم‌ها یا برنامه‌های تلویزیونی که وی در آن نقش داشته است می‌توان به دبیرستان موزیکال: موزیکال: سریال، مدرسهای برای خوبها و بدها اشاره کرد.

## اوایل زندگی و آموزش
سوفیا ویلی در آریزونا، ایالات متحده به دنیا آمد و از سنین کودکی علاقه زیادی به رقص و هنرهای نمایشی داشت. او آموزش رقص را در سنین پایین آغاز کرد و در کنار رقص، به بازیگری و مدلینگ نیز علاقه‌مند شد. ویلی در دبیرستان تحصیلات خود را ادامه داد و همزمان در کلاس‌های مختلف هنرهای نمایشی شرکت می‌کرد.

## دوران حرفه‌ای
ویلی فعالیت حرفه‌ای خود را از سنین نوجوانی آغاز کرد و با حضور در مسابقات رقص و نمایش‌های مختلف به شهرت رسید. او به سرعت به دنیای تلویزیون وارد شد و در سریال High School Musical: The Musical: The Series که در آن نقش یک شخصیت مهم را ایفا می‌کرد، به محبوبیت رسید. این سریال موفق به سرعت در بین نوجوانان و جوانان طرفداران زیادی پیدا کرد.

## موفقیت‌ها و افتخارات
- بازیگر و رقصندهٔ اصلی در سریال High School Musical: The Musical: The Series
- حضور در فیلم‌ها و سریال‌های مختلف تلویزیونی
- شناخته‌شدن به عنوان یکی از جوان‌ترین هنرمندان موفق در دنیای سرگرمی
- کسب جوایز و افتخارات در دنیای تلویزیون و رقص

## سال‌های پایانی و میراث
سوفیا ویلی همچنان در دنیای سرگرمی فعال است و به عنوان یکی از پیشگامان نسل جدید هنرمندان نوجوان شناخته می‌شود. او تأثیر زیادی در فرهنگ جوانان و صنعت سرگرمی دارد و امیدوار است تا در آینده بیشتر به دنیای بازیگری و رقص در سطوح بین‌المللی ادامه دهد.